# Mohamadi Ilboudo
Mohamadi Ilboudo, né le 20 novembre 2000, est un coureur cycliste burkinabé.

## Biographie
En 2022, Mohamadi Ilboudo représente son pays natal aux championnats d'Afrique. L'année suivante, il s'impose sur une étape du Tour de Côte d'Ivoire. Il termine également huitième du Tour du Faso et onzième de l'épreuve en ligne des Jeux de la Francophonie. 
En mars 2024, il participe aux Jeux africains d'Accra, où se classe quatorzième et meilleur coureur burkinabé de la course sur route. Deux mois plus tard, il remporte la première étape du Tour du Mali,. Il s'empare à cette occasion du maillot de leader, qu'il perd seulement lors de la sixième et dernière étape.

## Palmarès et résultats

### Palmarès par année
- 2023
  - 1re étape du Tour de Côte d'Ivoire
- 2024
  - 1re étape du Tour du Mali

### Classements mondiaux
| Année           | 2022 |
| --------------- | ---- |
| UCI Africa Tour | 128e |